# Szentéletű (Ugrin) Magyar Mózes
(Ugrin) Magyar Mózes (oroszul: Моисей Угрин, Moisey Ugrin (990 k. – 1043. július 26.) magyar származású kijevi szerzetes volt. A keleti ortodox egyház szentje, egyike Magyarország égi patrónusainak.
Mózes 990 körül született. A magyarok ekkor még főként pogányok voltak, de Gyula vezér megkeresztelkedett konstantinápolyi látogatása során, ami lehetővé tette, hogy Szent Mózes Erdélyből Kijevbe utazzon, és az ottani keresztény uralkodócsalád szolgálatába álljon. 
Az erős lelkű Mózes 1018-ban egyedüli túlélőként vészelte át a trónharcokat, és már készülve a szerzetesi hivatásra  Bölcs Jaroszlav leánytestvérénél talált menedéket. Itt töltötte imádsággal napjait, míg Lengyelországba nem hurcolták. Szent Mózest vasba verve tartották és szigorúan őrizték, mert erős testalkatú, délceg ember volt.
A lengyel fogságból csak 1025-ben térhetett vissza. A sok megpróbáltatás és megaláztatás ellenére is a hithű élet egyik kiváló példaképe tudott maradni. A fogság után élete hátralévő részét a kijevi barlangkolostorban töltötte, és másokat segített.
Mogila Péter kijevi metropolita avatta szentté 1643-ban.
Szent Mózes még az egyetemes keresztényegyházat szolgálta, az Ortodox Egyház továbbra is csodatévő szerzetesként tiszteli. Romolhatatlan teste a mai napig látogatható a kijevi lavrában.